# Guds moders beskydds ortodoxa kyrka
Guds moders beskydds ortodoxa kyrka, eller Ortodoxa kyrkan för Guds moders beskydd, (polska: Cerkiew Opieki Matki Bożej) är en polsk-ortodox kyrkobyggnad belägen i byn Sławatycze i Lublins vojvodskap, i östra Polen, nära gränsen till Belarus.
Kyrkan är helgad åt Guds Moders Beskydd och tillhör Lublins och Chełms stift.

## Historia
Guds moders beskydds ortodoxa kyrka började byggas 1910 och stod klar 1912, då den ersatte en äldre kyrka från 1700-talet. Kyrkan invigdes den 12 september samma år som den blev färdig.
Mellan 1915 och 1918 användes kyrkan som ett militärsjukhus.
1938 var det planerat att kyrkan skulle rivas, men detta stoppades av en romersk-katolsk präst som jobbade i en annan kyrka som låg mittemot.
På grund av Operation Wisła som ägde rum 1947, blev kyrkan övergiven och förföll.
Restaureringen av kyrkan ägde rum 1950 och byggnaden återinvigdes 1952. Officiellt började kyrkan bli aktiv igen 1957 och ytterligare renoveringar ägde rum 1997.
Kyrkan är också med i ett register över monument.

## Kyrkan
- Kyrkobyggnaden uppfördes enligt ritningar av Aleksander Puring i bysantinsk-rysk stil, med bland annat ett fyrkantigt mittskepp och tälttak.

- Kyrkan har totalt sex kupoler, varav en finns på klocktornet.

- Inne i kyrkan finns två ikoner som är från mellan 1700 och 1800-talet. Ikonerna föreställer Jesus Kristus pantokrator och Sankt Nikolaus.

## Bilder

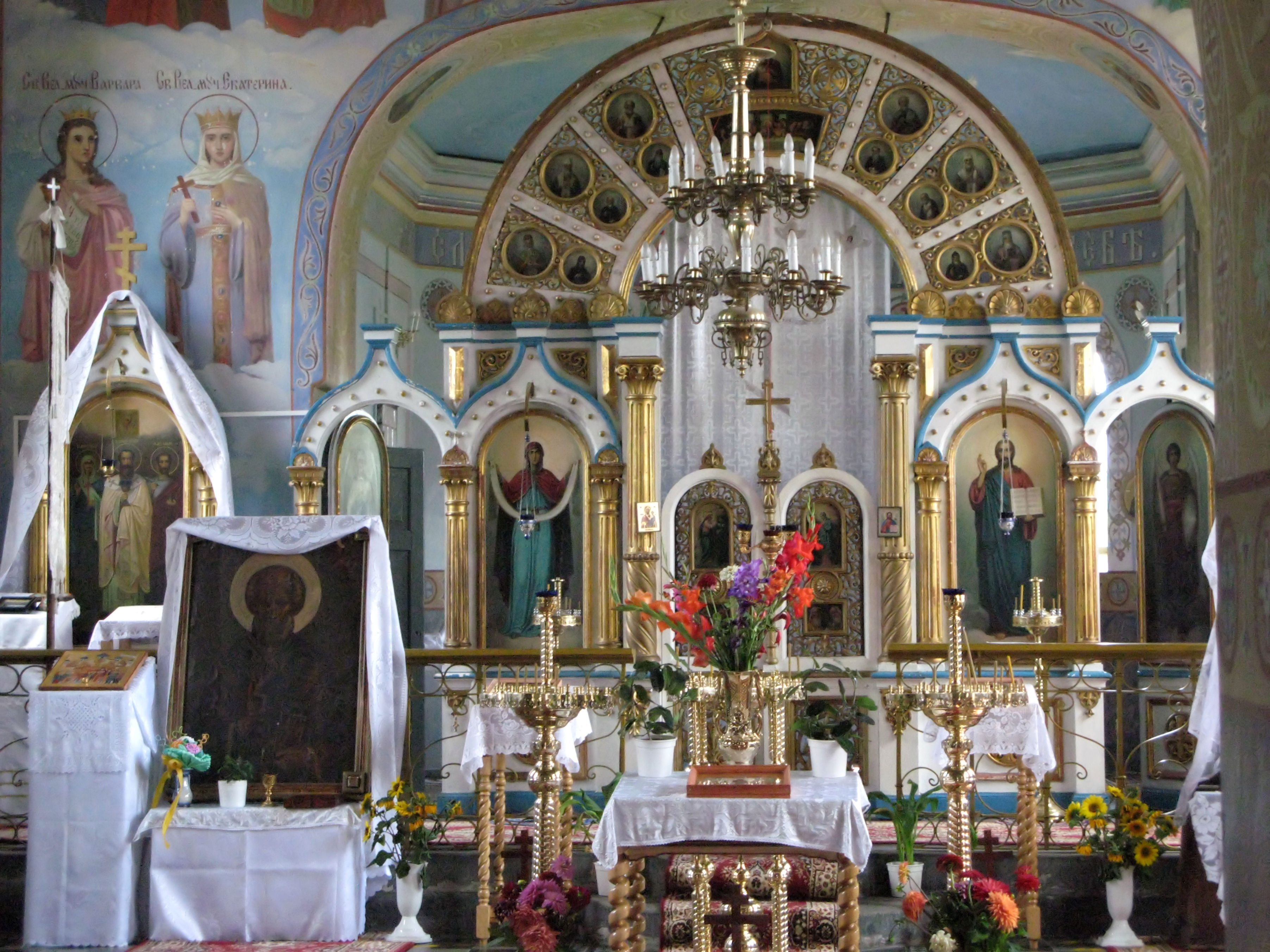
Kyrkans interiör mot ikonostasen.
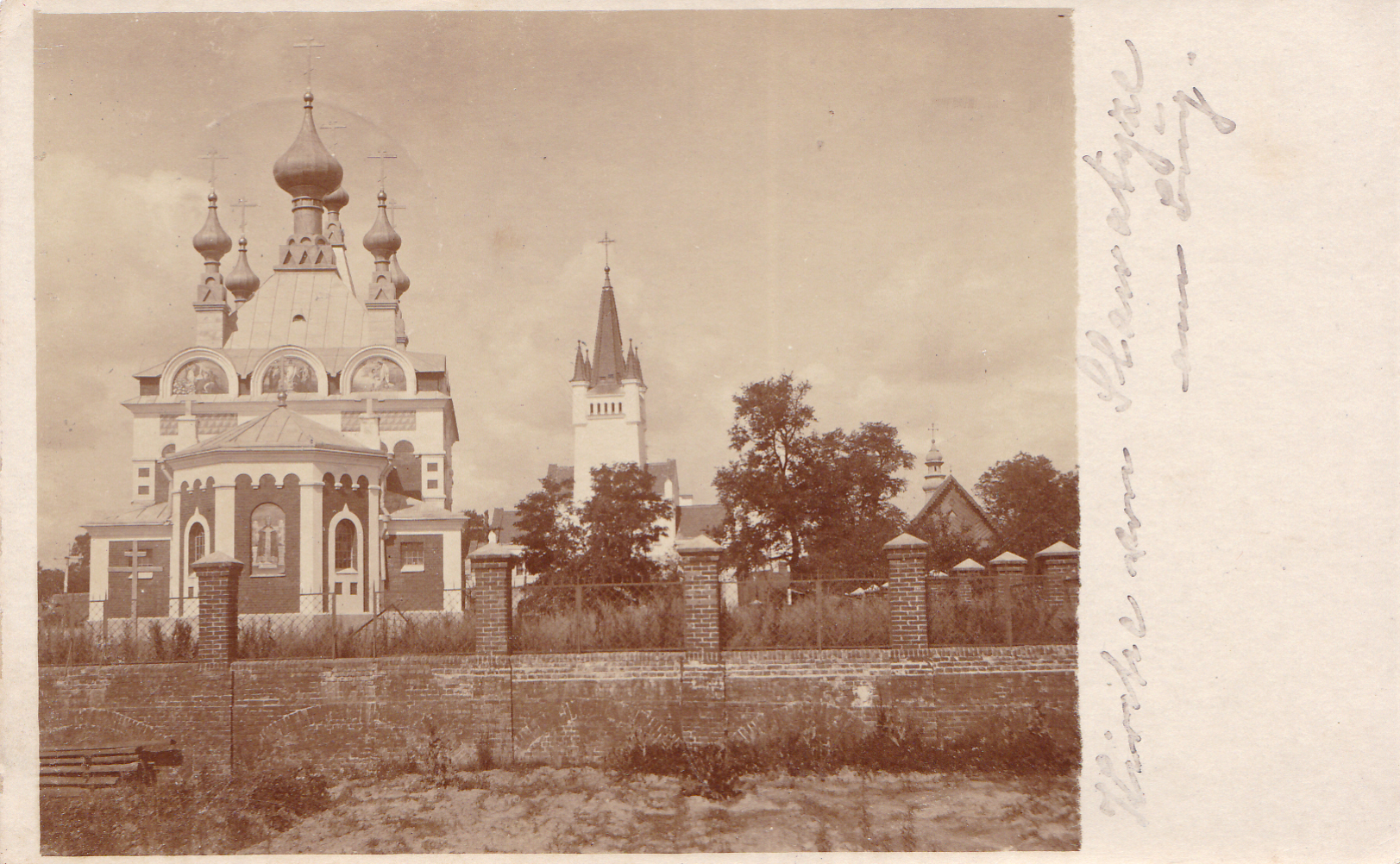
Kyrkan någonstans mellan 1915 och 1918.